# انبعاث إلكترون
انبعاث الإلكترونات في الفيزياء هي ظاهرة يحدث فيها طرد وإبعاد لإلكترون من الذرة. وتحدث هذه الظاهرة إما نتيجة اضمحلال نشاط إشعاعي؛ أو نتيجة لتعرض المادة إلى مصدر مرتفع الطاقة مثل الأشعة السينية.